# Casa Caldes (Llagostera)
La Casa Caldes de Llagostera és un edifici urbà de planta rectangular desenvolupat en cantonada inclosa en l'Inventari del Patrimoni Arquitectònic de Catalunya. Composició formal pròpia dels edificis del segle xix. Destaca la porta neoclàssica amb pilastres i capitells corintis de terra cuita. Al primer pis hi ha una balconada que ocupa tota la façana. A la planta superior hi ha balcons petits. Presenten mènsules de terra cuita amb decoracions florals. De l'interior es destaca una escala de planta el·líptica i desenvolupament en espiral, les sales principals amb baixos relleus als sostres i les pintures de les parets de temàtica paisatgística i romàntica, actualment molt deteriorats.

## Història
Exemple notable d'arquitectura neoclàssica a Llagostera, tant pels elements exteriors com per les decoracions interiors. Actualment es troba totalment abandonat o amb utilitzacions del tot inadequades (gimnàs). Edifici lligat a les activitats culturals i recreatives de la burgesia menestrals de Llagostera.